# Teresa Viejo
María Teresa Viejo Jiménez (Madrid, 3 de septiembre de 1963) es una periodista y escritora española y embajadora de buena voluntad de UNICEF.

## Inicios profesionales
Licenciada en Periodismo por la Universidad Complutense de Madrid, donde cursó también estudios de Sociología. Sus comienzos fueron en la radio musical.

## Televisión
En 1988 se incorpora a Televisión española para presentar, junto a Beatriz Pécker, el programa musical Rockopop, en el que se mantiene hasta 1991. Ese año es fichada por María Teresa Campos para colaborar en su recién estrenado magacín matinal Pasa la vida. Posteriormente, en 1996, Teresa Viejo continúa en los magacines matinales de TVE, en esta ocasión junto a Laura Valenzuela en Mañanas de Primera. Durante varios años presentó el sorteo de la Lotería Primitiva en La 2 de TVE.
Entre 1997 y 1998 presenta junto a Manuel Torreiglesias el programa Saber vivir.
En 2002 ficha por Castilla-La Mancha TV, donde realiza durante nueve años el programa Tal como somos. 
Por otro lado, en 2004 pasó a sustituir a Pedro Piqueras al frente del espacio de investigación y debate 7 días, 7 noches, de Antena 3, que se mantiene en pantalla hasta 2007. En marzo de ese año comienza a presentar el reality show Cambio radical, basado en el programa estadounidense Extreme Makeover. Tras la finalización del espacio, siguió al frente del magacín castellano-manchego Tal como somos que finaliza en 2010. 
El 26 de enero de 2011 empezó un programa de similares características: Cerca de ti.
En 2015 presenta para Telemadrid el espacio Madrid barrio a barrio.
Desde julio hasta septiembre de 2015 presentó La mañana de La 1 en sustitución de Mariló Montero y Jota Abril. Entre 2015 y 2018 fue colaboradora eventual de Amigas y conocidas en La 1, en esa misma cadena y desde septiembre de 2020, colabora en La hora de La 1.

## Radio
Inició su carrera en la emisora musical Radio Vinilo, para luego pasar a la estación de OM Radio Intercontinental. La temporada 1997-98 fichó por Radio España, donde fue una de las primeras mujeres en ponerse al frente de un magacín matinal en una cadena de ámbito nacional, con el espacio Más que palabras. La siguiente temporada pasó a la franja de tardes de la misma cadena, con el espacio Tardes con Teresa. También ha trabajado en Antena 3 Radio y la Cadena Zeta Radio, donde realizó el programa Hoy Teresa. Entre 2011-2013 ha colaborado en ABC Punto Radio. Desde 2013 dirige La Observadora, los sábados y domingos en RNE.

## Prensa escrita
Su trayectoria se inicia en el Diario Ya. Ha sido la primera directora de una revista de información general: Interviú (2002-2004), donde publica un artículo semanal. Así como entrevistas políticas en la revista Man.

## Libros publicados
Ha publicado los libros:
- Hombres. Modo de empleo (2001).
- Pareja. ¿Fecha de caducidad? (2005). Ensayo.
- Cómo ser mujer y trabajar con hombres (2007). Ensayo.
- La memoria del agua (Martínez Roca, 2009). Novela adaptada por TVE en una miniserie del mismo nombre y traducida a cuatro idiomas.
- Que el tiempo nos encuentre (2013). Novela.
- Mientras llueva (2015). Novela.
- Animales domésticos (2017). Novela
- La niña que todo lo quería saber (2022).